# BETA (programozási nyelv)
A nyelvet Bent Bruun Kristensen, Ole Lehrmann Madsen, Bilger Mollen-Pedersen és Kristen Nygaard tervezték a Simula 67-ből kiindulva.

## Jellemzői
Ez a modern objektumorientált nyelv bevezet egy fontos absztrakciót: a "mintát". A BETA-ban minden "minta": az osztály, az eljárás, a függvény, a párhuzamos folyamatok és a kivételek is. Minta-öröklődés van, így az öröklődés sokkal szélesebb körűen használható, mint más programozási nyelvekben.
A projekt pillanatnyilag inaktív.

## Hello world!
A következő BETA kód kiírja a "Hello world!" karaktersorozatot a standard kimenetre:

```
(#
do ’Hello world!’->PutLine
#)

```